# Kobojsarna
Kobojsarna ist eine schwedische Eurodance-Band aus Malmö.

## Bandgeschichte
Die Gruppe wurde 2003 gegründet und besteht aus drei Jungs in den zwanziger Jahren (Mikael, Emil und Richard). Die Gruppe hat bisher diverse Singles veröffentlicht. Die erste Single, Sång om ingenting, entstand 2006, und wurde zu einem Hit in Schweden. Die Band ist bei der Plattenfirma Warner Music Sweden unter Vertrag.

## Diskografie
Singles
- 2006: Sång om ingenting
- 2007: Studentsången
- 2007: Jag vet du vill ha mig
- 2008: Bambi
- 2009: Another One
- 2009: Unbelievable
- 2010: Burn It to the Ground
- 2010: La Perla
- 2011: Timeless
- 2012: Saints
- 2012: Vadodara
- 2015: Patriots